# 明治大学付属八王子中学校・高等学校
明治大学付属八王子中学校・高等学校（めいじだいがくふぞく はちおうじちゅうがっこう・こうとうがっこう）は、東京都八王子市戸吹町に所在し、中高一貫教育を提供する私立中学校・高等学校。学校法人中野学園が運営する。1984年4月設立。略称は明大八王子（めいだいはちおうじ）明八（めいはち)。昔は、明ぱち（めっぱち）とも。
高等学校において、中学校から入学した内部進学生徒と高等学校がら外部進学生徒との間では、第1学年から混合してクラスを編成する併設型中高一貫校。
2024年4月に明治大学付属中野八王子中学校・高等学校から同大学付属八王子中学校・高等学校に校名を変更。それに伴い、新しいスクールバスを順次導入し、デザインも生徒が考案したものになっている。

## 概要
- 明治大学の付属校の一つで、兄弟校には男子校の中野中学校・高等学校がある。
- 明治大学付属ではあるが、中野校・八王子校ともに学校法人中野学園という別法人によって設置されており、実質上系属校である。付属校は明治大学付属明治高等学校・中学校のみである。
- 1984年に中野学園創立55周年事業として設立。当初は男女別学で男子部・女子部に分かれており、食堂やスクールバスも男女別であったが、1992年頃から男女共学化に向けた準備が始まり、1994年に完全共学化がなされている。
- 1984年4月に行われた開校祭には、中野高校定時制（現在は廃止）出身のアイドル歌手が多数出演し歌唱を披露した。
- 中高一貫制であるが、高校からの入学者も120名前後受け入れている。
- 学校創立当初は明治大学への推薦枠に制限がかかっていたため進学率は60%前後だったが、現在では80%以上の生徒が内部進学している。また、国立大や他の有名私大に進学する卒業生も多い。2022年度は、東大合格者を1名出した。
- 現行の男子制服は2代目。開校時の制服は一般的な金ボタン5個の黒学ラン（標準型学生服）であった。
- 現行の女子制服は3代目。女子の制服は過去に2回変更されている。
- 教頭を務めた佐藤健一は「1985年頃、中野校の分校として八王子校を設置しようと学校側が考えたが、一つの学校の距離が離れすぎているため文部省は分校として認めず、その結果として“中野八王子”という奇妙な名前の学校がもう一つできた」と回想している[1]。

## 施設
- 滝山自然公園、秋川丘陵自然公園に隣接した約7万坪の広大なキャンパスに、両翼90m、センター120mのスタンド付野球場、50m・25mプール、400mトラック、国体使用可能なテニスコート3面、バスケットコート2面の体育館および、武道館、1500人収容の片桐講堂、各種の特別教室、約3万2000冊の蔵書やDVDのある図書室等、多様な設備がある。また、2009年9月には、校庭の全面人工芝化が完了した。現在、体育館にエアコン設置の工事が進められている(2023/07/02現在)。

メディアへの登場
- 2002年、ネスレ「キットカット」のCM（鈴木杏出演）に、3号館1階、屋上、グラウンド等が登場。
- 2005年、「あいのうた」（菅野美穂主演）に、2号館1階の教室、下駄箱等が登場。
- 2005年、m-floloves加藤ミリヤの「ONE DAY」のプロモーションビデオに、3号館3階の教室、3号館下駄箱等が使用され、本校の生徒（高校生の希望者）と教師がエキストラを務めた。

## 課外活動
運動部
- ゴルフ部 - 5年連続全国大会出場、ジュニア日本代表等を輩出。
- 野球部 - 全国高等学校野球選手権大会西東京大会　2000年・2005年準優勝

その他テニス、ラグビー、水泳、陸上、卓球各部の全国大会等への出場など、活発に活動している。
文化部
- 写真部の全国大会での活躍等が有名。

その他
- 1990年、日本テレビ系「第10回全国高等学校クイズ選手権」に、東京都代表として全国大会へ出場。
- 2008年12月、TBS系「さんま・玉緒のお年玉あんたの夢をかなえたろかスペシャル」の企画により、ダンス部の女子部員3人が片桐講堂にて生徒の前で東方神起と共演。
- 2024年7月、TBS系「ハマダ歌謡祭★オオカミ少年」の企画『出張 ハマダ歌謡祭』の芸能人チームの最初の対戦相手として、全国からエントリーした400校以上の中から選ばれ、浜田雅功、山里亮太、SixTONES、おじゃす、ハリセンボンらが来校し、番組が公開収録された。

## 著名な関係者

### 教員
- 佐藤健一 – 元教頭、和算研究の第一人者、日本数学史学会会長、和算研究所理事長。

### 卒業生

#### 俳優・ファッションモデル
- 小林恵里子 - ファッションモデル、ライター、準ミス日本
- 岩男潤子 - 歌手、アイドルグループ「セイントフォー」元メンバー、声優
- 岡田さつき - 舞台女優（「キャラメルボックス」）
- 前田耕陽（明大中野高校定時制へ編入）- 俳優、元ジャニーズ（「男闘呼組」）
- 大後寿々花（高校より堀越高校へ編入）- 女優、「日本映画批評家大賞」新人賞
- 川原真琴 - ファッションモデル（ピチレモン）、女優、「全国女子高生制服コレクション」グランプリ
- 広重美穂 - ファッションモデル（ピチレモン）、女優、《LOVE&PEACE》
- 宇佐美えりな - 「TiaraGirl」副編集長、モデル
- 正木航平 - 俳優
- 廣瀬大介 - ミュージカル俳優、声優

#### タレント
- 佐橋大輔 - タレント
- 中野孝康 - タレント

#### アナウンサー
- 三ツ廣政輝 - 毎日放送 (MBS) アナウンサー
- 澁谷善ヘイゼル - 日本テレビアナウンサー
- 石河茉美 - フリーアナウンサー

#### スポーツ
- 岡崎英二 - ラグビー選手（釜石シーウェイブス所属）
- 小泉将 - ラグビー選手（NTTコミュニケーションズシャイニングアークス所属）
- 小林航 - ラグビー選手（サントリーサンゴリアス所属）
- 坂和樹 - ラグビー選手（NTTコミュニケーションズシャイニングアークス所属）
- 松本光貴 - ラグビー選手（三菱重工相模原ダイナボアーズ所属）

#### その他
- YOUSAY KAWAKUBO - 音楽プロデューサー、作曲家
- 小林銅蟲 - 漫画家

## 交通
スクールバス

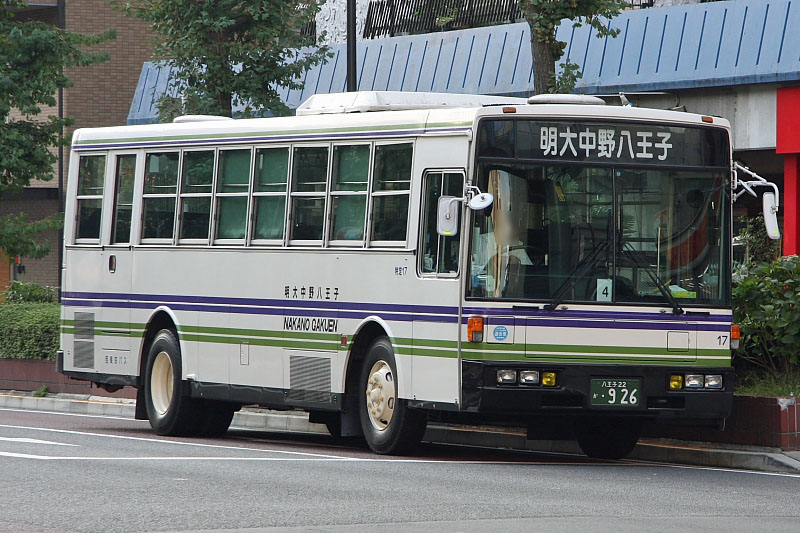
自家用車時代のカラーリングを引き継いだスクールバス

- 京王八王子駅西口近くの国道20号（JR八王子駅から徒歩約7分）、JR拝島駅（秋川駅から変更）からスクールバスが運行されており、生徒の多くはこれを利用する。運行は西東京バスが行っており、学校敷地内に中野学園車庫が設置されている。生徒が行く校外学習にて観光バスを使用する場合は、バス代は西東京バスが負担する(普段スクールバスを利用しているため)。
  - 開校当初から1994年途中までは、学校法人中野学園が自家用バスとして、当時東日本では珍しい西日本車体工業車体を架装した日産ディーゼル・Uを所有し、マイクロバスセンター（2002年廃業）に運行管理を委託していた。その後これらの車両のほとんどは西東京バスへの委託先の変更に伴って同社に転籍した後、一部はさらに琉球バス（現：琉球バス交通）などへ転じている。

公共交通機関（路線バス）
- JR中央線八王子駅北口12番乗り場・京王八王子駅4番乗り場・JR五日市線秋川駅北口より、西東京バス（ひ07）にて「上戸吹」バス停下車徒歩10分。